# Христина Обрадович
Ігуменя Христина (серб. Велика Обрадовић, в миру Велика Обрадович, серб. Велика Обрадовић; 20 грудня 1931, село Седларi під містом Требинє, Республіка Сербська) — Ігуменя Сербської православної церкви, настоятельница Любостиня монастиря.

## Життєпис
Ігуменя Христина (Обрадович) народилася 20 грудня 1931 року в Седларі поблизу Требинє (Республіка Сербська) від благочестивих батьків Душана і Яні. Вона була охрещена як Велика. Вона росла і виховувалася в чеснотній і побожній герцеговинській родині, вона захоплювалася своїм старшим братом Милорадом, який восени 1939 року прийшов до монастиря Жича, а в 1945 році став монахом в Овчарі, в монастирі Святої Трійці, з чернечим іменем Христифор.
Увійшовши до монастиря Святої Трійці біля Овчара, щоб відвідати свого брата, Веліка приїхала до монастиря Йоване за допомогою брата в 1944 році. Там, у Йоване, вона залишалася послушницею до 1947 року, як зразкова сестра у своєму послуху. Потім він переїхав з Йоване до Любостиня монастиря  під керівництвом ігумені Варвара Миленович і приєднався до життя та послуху цього монастиря. Як економ, він водить автомобіль і виконує багато монастирських справ і обов’язків. Вона була висвячена в черниці в Любостіні в 1951 році тодішнім єпископом Шумадії паном Валеріяном (Стефановичем) і отримала ім’я Христина.
Після смерті настоятеля монастиря ігумені Варвари (Міленович) 21 травня 1995 р. Рішенням єпископа Шумадії пана Сави (Вуковича) та сестрицтва обрана третьою ігуменею Любостінського монастиря, який очолює вже 29 років.